# Vamvakófyto
Vamvakófyto (Vamvakofyto) är en ort i Grekland.   Den ligger i prefekturen Nomós Serrón och regionen Mellersta Makedonien, i den norra delen av landet, 400 km norr om huvudstaden Aten. Vamvakófyto ligger 75 meter över havet och antalet invånare är 1 061.
Terrängen runt Vamvakófyto är kuperad åt nordost, men åt sydväst är den platt. Runt Vamvakófyto är det ganska tätbefolkat, med 52 invånare per kvadratkilometer. Närmaste större samhälle är Serrai, 16,4 km sydost om Vamvakófyto. Trakten runt Vamvakófyto består i huvudsak av gräsmarker.